# Parc national de la Soula inférieure
Le parc national de la Soula inférieure  (en ukrainien : Нижньосульський національний природний парк) est un  parc national de l'oblast de Poltava situé à l'ouest de l'Ukraine.

## Histoire
Le 10 février 2010, le décret présidentiel consacre la réserve naturelle en regroupant les réserves déjà existantes de :
- Nationale de "Sulinsky",
- réserve de"Velikoselytsky",
- réserve de "Plekhovsky",
- réserve de "Salty",
- réserve de "Rogozov",
- réserve de "Onyshkivsky",
- le site de "Tarasenkovsky",
- réserve de "Chutovsky".

## Géographie
Le parc se trouve entre la Soula (rivière) affluent du Dniepr et fait partie de la steppe boisée d'Europe orientale.

## Usages
En 2017 un parcours pour des visites fut créé.

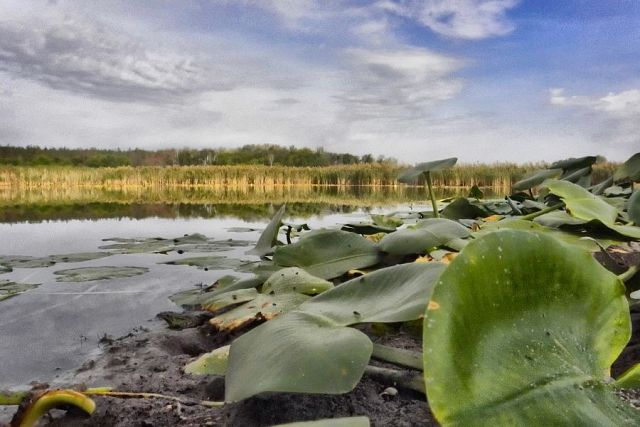
Rohoziv,
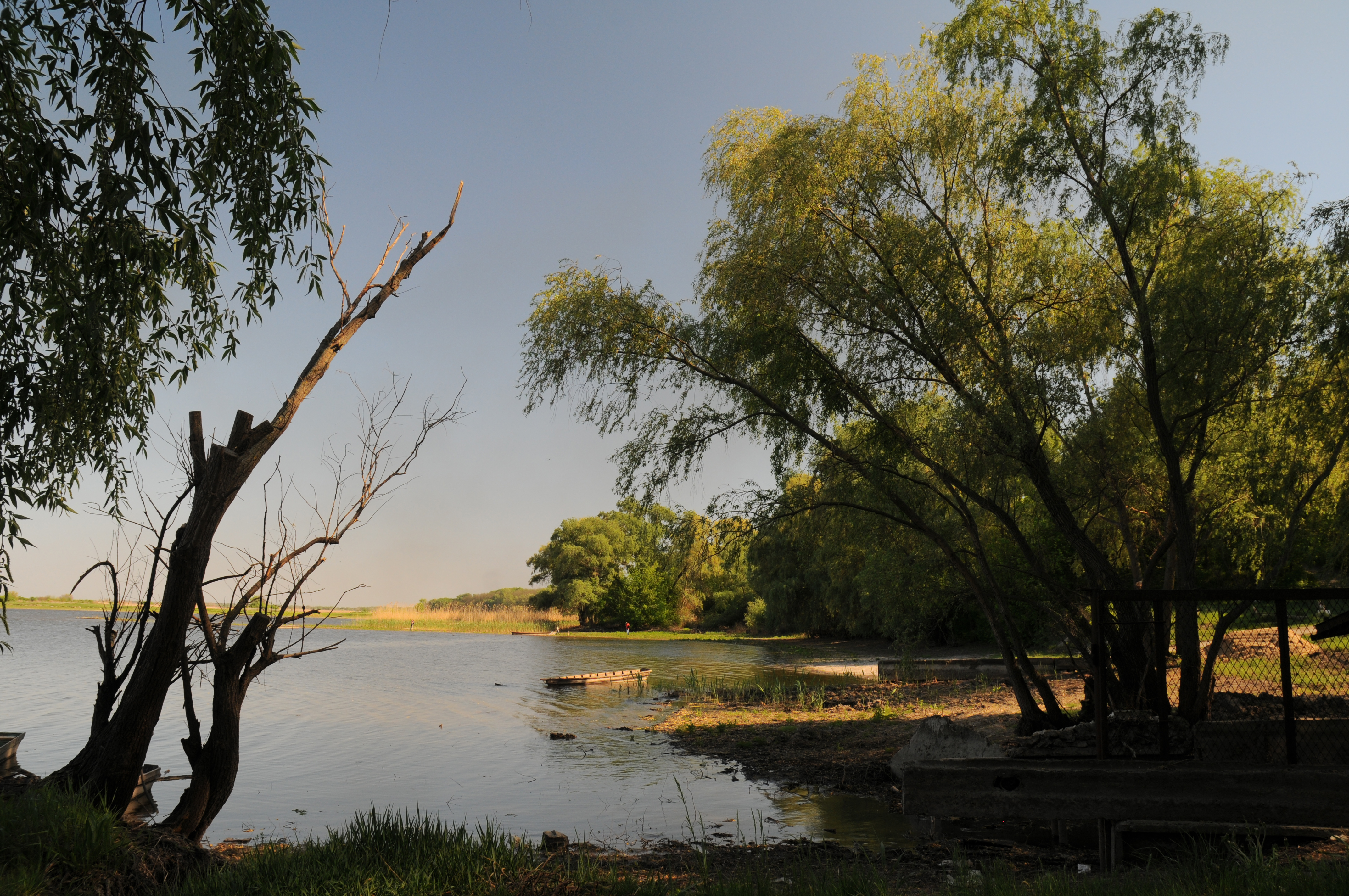
Nijniozoulski.
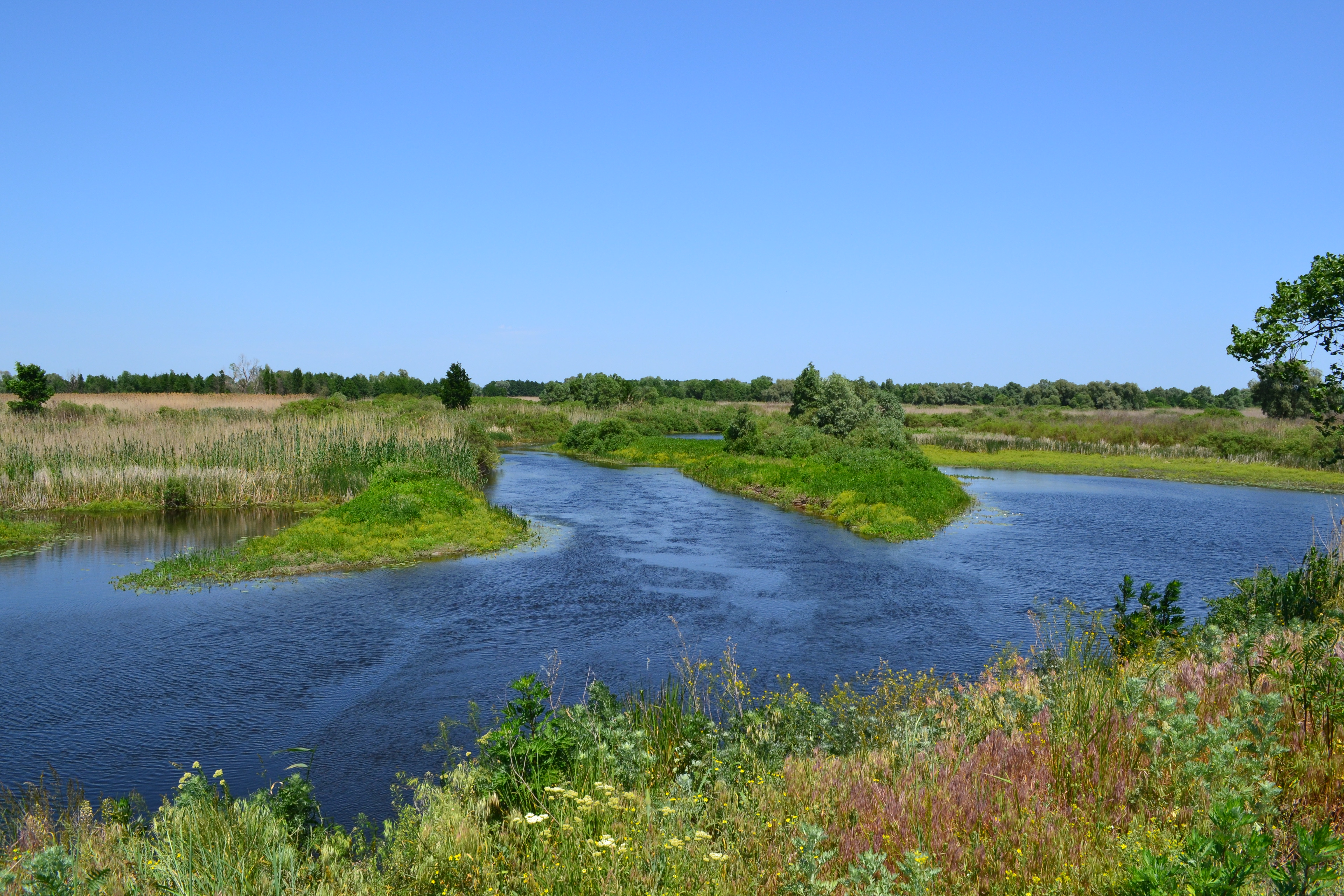
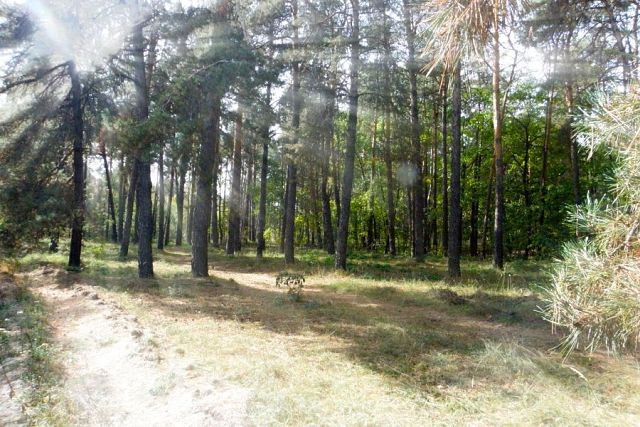
forêt,
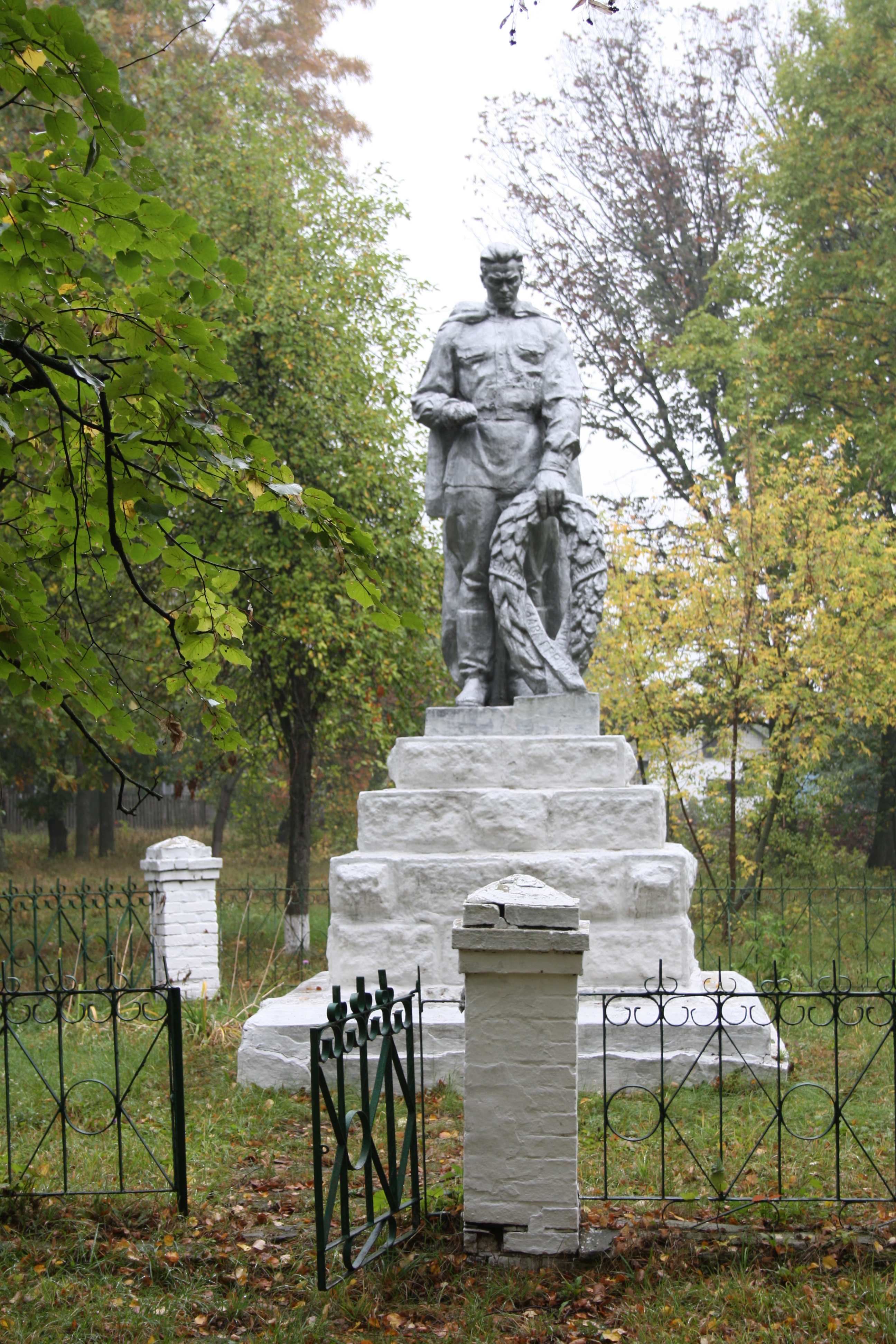
statue, classée[1] à Liachtchivtsa.